# مالاشي ريتشاردسون
مالاشي ريتشاردسون (بالإنجليزية: Malachi Richardson)‏ مواليد 5 يناير 1996 في ترنتون، هو لاعب كرة سلة أمريكي. بدأ مسيرته الاحترافية في سنة 2016. تم اختياره من قبل فريق شارلوت هورنتس خلال الدرافت. يلعب مع سكرامنتو كينغز في الرابطة الوطنية لكرة السلة. يحمل الرقم 5. يبلغ طوله 6 قدم 6 بوصة (2.0 م).

## روابط خارجية
- مالاشي ريتشاردسون على موقع إن بي أي (الإنجليزية)
- مالاشي ريتشاردسون على موقع سبورتس رفرنس (الإنجليزية)
- مالاشي ريتشاردسون على موقع كرة السلة الأوروبية.كوم (الإنجليزية)
- مالاشي ريتشاردسون على موقع DraftExpress.com (الإنجليزية)
- مالاشي ريتشاردسون على موقع كلية كرة السلة في سبورتس رفرنس.كوم (الإنجليزية)
- مالاشي ريتشاردسون على موقع ريلجم (الإنجليزية)
- مالاشي ريتشاردسون على موقع بروبوليرز (الإنجليزية)
- مالاشي ريتشاردسون على موقع سبورتس رفرنس (الإنجليزية)
- مالاشي ريتشاردسون على موقع سبورتس رفرنس (الإنجليزية)